# Marquesado de San Muñoz
El marquesado de San Muñoz es un título nobiliario español creado el 26 de noviembre de 1878 con Real Despacho del 11 de noviembre de 1878 por el rey Alfonso XII en favor de Lorenzo de Santa Cruz y Múxica, senador del reino por Asturias.
La denominación hace referencia a la localidad de San Muñoz en la provincia de Salamanca. 

## Titulares
|                                 | Titular                                           | Periodo                         |
| Creación por el rey Alfonso XII | Creación por el rey Alfonso XII                   | Creación por el rey Alfonso XII |
| ------------------------------- | ------------------------------------------------- | ------------------------------- |
| I                               | Lorenzo de Santa Cruz y Múxica                    | 1878-1882                       |
| II                              | Álvaro de Santa Cruz y Navia-Osorio               | 1883-1891                       |
| III                             | Antonio de Santa Cruz y Navia-Osorio              | 1892-1897                       |
| IV                              | María de Santa Cruz y Navia-Osorio                | 1900-1932                       |
| V                               | María de los Remedios de Llano-Ponte y Santa Cruz | 1935-1983                       |
| VI                              | Jenaro Llano-Ponte y Navia-Osorio                 | 1987-actual titular             |

## Historia de los Marqueses de San Muñoz
- Lorenzo de Santa Cruz y Múxica (m. Oviedo, 26 de junio de 1882), I marqués de San Muñoz[2] y senador del reino por Asturias.[4]

Contrajo matrimonio con María de los Remedios de Navia Osorio y Sánchez Arjona (m. 12 de junio de 1881), VI marquesa de Ferrera Le sucedió su hijo:
- Álvaro de Santa Cruz y Navia-Osorio (m. 1891), II marqués de San Muñoz[5] y VII marqués de Ferrera. Falleció soltero sin descendencia. Le sucedió su hermano:

- Antonio de Santa Cruz y Navia-Osorio (Avilés, 1881-ibid. 7 de octubre de 1897), III marqués de San Muñoz[5] y VIII marqués de Ferrrera. Soltero sin descendencia, le sucedió su hermana:

- María Concepción de Santa Cruz y Navia-Osorio (m. Madrid, 7 de julio de 1832), IV marquesa de San Muñoz[5] y IX marquesa de Ferrera.

Contrajo matrimonio en Avilés el 22 de agosto de 1895 con Genaro de Llano-Ponte y de Prada (m. Madrid,  7 de mayo de 1936), hijo de Rodrigo Llano-Ponte y Macua y de Isabel de Prada y Macua. Le sucedió su hija:
- María de los Remedios de Llano-Ponte y Santa Cruz (Avilés, 6 de enero de 1898-Madrid, 21 de abril de 1983), V marquesa de San Muñoz.[5]

Se casó en 1936 con Galo Oria y García Somines. Sin descendencia, le sucedió su sobrino, hijo de su hermano Álvaro de Llano-Ponte y Santa Cruz, X marqués de Ferrera desde 1935, y de su esposa María Luisa de Navia-Osorio y Aguirre.
- Genaro Llano-Ponte y Navia-Osorio (n. Avilés, 16 de julio de 1939), VI marqués de San Muñoz[5][3] y XI marqués de Ferrera.[1]

Contrajo matrimonio en Madrid el 22 de marzo de 1969 con Isabel Coello de Portugal y Contreras (n. Oporto, 24 de septiembre de 1936). Son los padres de Isabel, Alejandro, José Manuel y Alonso de Llano-Ponte y Coello de Portugal.